# Rivière Bonhomme
Pour les articles homonymes, voir Bonhomme.
La Rivière Bonhomme est un affluent de la rive Ouest de la rivière Trenche, coulant dans le territoire non organisé de Lac-Ashuapmushuan, dans la municipalité régionale de comté (MRC) Le Domaine-du-Roy, dans la région administrative de Saguenay-Lac-Saint-Jean, au Québec, au Canada. Ce cours d'eau fait partie du bassin versant de la rivière Saint-Maurice laquelle se déverse à Trois-Rivières sur la rive Nord du fleuve Saint-Laurent.
L’activité économique du bassin versant de la Rivière Bonhomme est la foresterie. Le cours de la rivière coule entièrement en zones forestières. La surface de la rivière est généralement gelée de la mi-décembre à la fin mars.

## Géographie
La « rivière Bonhomme » prend sa source à l’embouchure du lac Bonhomme (longueur : 3,9 km ; altitude : 403 m), situé dans le territoire non organisé de Lac-Ashuapmushuan. La forme de ce lac ressemble à un croissant ouvert ouvert vers le Sud, comportant quatre parties séparées par deux longues presqu’îles remontant vers le Nord.
À partir de l’embouchure du lac Bonhomme, la « rivière Bonhomme » coule sur 16,2 km, selon les segments suivants :
- 3,5 km vers le Sud en traversant un lac sans nom (altitude : 396 m) sur 1,5 km, puis un autre lac sans nom (altitude : 396 m) sur 0,7 km, jusqu’à son embouchure ;
- 7,1 km vers le Sud-Est en traversant un Lac sans nom (altitude : 370 m) sur 0,3 km et un second lac sans nom (altitude : 356 m) sur 1,8 km, jusqu’à son embouchure ;
- 5,6 km vers le Nord-Est, jusqu’à la confluence de la rivière[2].

La « rivière Bonhomme » se déverse sur la rive Ouest de la rivière Trenche. Cette confluence est située à :
- 61,3 km au Sud-Ouest du Lac Saint-Jean ;
- 39,1 km au Nord du réservoir Blanc ;
- 87,5 km au Nord du centre-ville de La Tuque.

## Toponymie
Le terme "Bonhomme" constitue un patronyme de famille d'origine française.
Le toponyme "rivière Bonhomme" a été officialisé le 5 décembre 1968 à la Commission de toponymie du Québec.